# Praskozorje – 1. dio (2011.)
Praskozorje - 1. dio ili Sumrak saga: Praskozorje - 1. dio (eng. The Twilight Saga: Breaking Dawn – Part 1) je američki romantično - fantastični film snimljen 2011. godine. Film je napravljen prema knjizi spisateljice Stephenie Meyer te predstavlja nastavak filma Pomrčina, baziranog na četvrtoj knjizi istog imena. 

## Radnja
Vječni tinejdžer Edward i Bella završili maturirali su te svoju dugogodišnju ljubavnu vezu (NAPOKON) odlučili okruniti brakom. No to će biti moguće jedino ako se ona preobrazi u vampiricu i zauvijek odrekne ljudskoga života. Bez obzira na mukotrpne i dugotrajne posljedice koje će Belli donijeti ta vječna preobrazba, ona je zbog ljubavi spremna reći sudbonosno 'da' i ući u svijet hladnoće, mraka i besmrtnosti.
Obitelj Cullen oduvijek se borila za miran suživot svoga i ljudskog roda, no Bellina preobrazba ugrozit će stoljetni mir koji je stajao na, kako se čini, krhkim temeljima suživota. Građani Forksa, a prije svega indijansko pleme Quileute, brak vide kao širenje vampirske vrste i kršenje osnovnog uvjeta vjekovnog mira - ne ugrožavanja ni jednog ljudskog bića. Pojedini Quileutei poprimaju obličje vukodlaka u blizini vampirske prijetnje, a Bellina odluka najviše pogađa Jacoba Blacka, sina poglavice plemena, koji se i sam zbog općeg dobra odrekao položaja vođe vučjeg čopora i svoje ljubavi prema Belli.
Edward se odlučio preobraziti Bellu u vampiricu tijekom njezinog porođaja. Naime, na medenom mjesecu Bella je zatrudnjela s Edwardom, te je rodila ljudsko-vampirsku djevojčicu.

## Glumci
- Kristen Stewart - Bella Swan-Cullen
- Robert Pattinson - Edward Cullen
- Taylor Lautner - Jacob Black
- Peter Facinelli - Carlisle Cullen
- Elizabeth Reaser - Esme Cullen
- Ashley Greene - Alice Cullen
- Kellan Lutz - Emmett Cullen
- Nikki Reed - Rosalie Hale
- Jackson Rathbone - Jasper Hale
- Billy Burke - Charlie Swan
- Sarah Clarke - Renée Dwyer
- Julia Jones - Leah Clearwater
- Booboo Stewart - Seth Clearwater
- MyAnna Buring - Tanya
- Maggie Grace - Irina
- Casey LaBow - Kate
- Michael Sheen - Aro
- Jamie Campbell Bower - Caius
- Christopher Heyerdahl - Marcus
- Chaske Spencer - Sam Uley
- Mackenzie Foy - Renesmee Cullen
- Christian Camargo - Eleazar
- Mía Maestro - Carmen
- Olga Fonda - Valentina
- Stephenie Meyer